# Heinkel He 274
Heinkel He 274 byl německý těžký bombardovací letoun vyvinutý během druhé světové války, určený pro bombardování z velkých výšek a vybavený přetlakovou kabinou posádky. Při rychlém spojeneckém postupu přes severozápadní Evropu po vylodění v Normandii zůstaly prototypy ve francouzské továrně, kde byly postaveny. Po válce prototypy dokončili Francouzi a používali je k výzkumu ve velkých výškách.

## Vznik He 274
Dne 17. listopadu 1938 požádal majitel letecké společnosti Heinkel Ernst Heinkel o povolení RLM, aby dva z požadovaných osmi prototypových letounů pro vznikající těžký bombardovací He 177, konkrétně letouny V3 a V4, byly vyčleněny pro zkušební instalaci čtyř samostatných motorů Junkers Jumo 211.
Heinkel předpokládal, že by se jednalo o preferovanou individuální verzi bombardéru, místo požadované montáže spojených párů dvanáctiválcových vidlicových motorů Daimler-Benz DB 601. Zdvojený motor známý jako DB 606 vážil asi 1,5 tuny a byl na požádání RLM a velitelství Luftwaffe namontován do všech osmi prototypů řady He 177 V. Příslušné vládní agentury požadovaly letoun schopný vyhledávat ponorky a zároveň schopný dálkového těžkého bombardování, s čímž Ernst Heinkel nesouhlasil.
V dubnu 1939 se objevil zájem o vývoj výškové verze He 177 a 27. dubna 1939 byl první návrh takového letadla předán vývojovým inženýrům společnosti Heinkel. Letouny měly mít sníženou tříčlennou posádku s přetlakovou kabinou pro pilota a bombometčíka/dopředného střelce se samostatným přetlakovým střelištěm vzadu. Výsledkem byla v prosinci 1940 specifikace pro konstrukci výškového bombardéru He 177A-2 se čtyřčlennou posádkou (pilot, bombometčík, přední a zadní střelec) ve dvou přetlakových oddílech a poháněná řadovým motorem DB 606. Obranná výzbroj byla redukována na trojici dálkově ovládaných věžiček FL 81Z, z nichž každá byla vybavena dvouhlavňovým kulometem MG 81. Další kulomety byly v pozici dorzální (součást gondoly Bola kasematového typu) vpředu a jeden kulomet MG 131 ve stylu He 177A-1 s flexibilním umístěním. U verze A-2 se dokonce uvažovalo, zda by mohla doplňovat palivo během letu pomocí upravených námořních Junkers Ju 290 jako létajících tankerů. Při tankování během letu by dolet A-2 mohl být prodloužen přibližně na 9 500 km (5 900 mil).
Firma Heinkel pracovala na praktických způsobech přetlakování kokpitu na verzi He 177 A-2 a později na He 177A-4 (totožná s A-2, pohon DB 610) od roku 1940 až do konce léta roku 1941, kdy pilotní kokpit A-4 s pohonem DB 610 v provizorní podobě, téměř identický s vnějším vzhledem ke standardnímu kokpitu "Kabina 3" He 177A, byl připraven k testování a dalšímu vývoji.
Do října 1941 vznikla rozvinutá specifikace "He 177H" pro těžký bombardér typu Heinkel, který byl navržen pro lety ve velkých výškách, z navrhovaných konstrukcí s motory DB 606 a DB 610 použitých na verzích A-2 a A-4 s cílem nést 2 000 kg bomb s doletem maximálně 3 000 km (1,895 míle). Na konci roku 1941 RLM přijala, poprvé od odmítnutí žádosti Dr. Heinkela v listopadu roku 1938, dva z prvních prototypů 177 V série. Byla zvažována instalace 4 motorů pro všechny bombardéry He 177, s pohonnými jednotkami BMW 801 (vývoj vedl k He 277) nebo DB 603 - motory DB 603 byly jednotlivě nastaveny v továrně podle specifického provedení firmy Heinkel použité i pro He 219. Defenzivní výzbroj byla stejná jako na A-2 a A-4.
V souvislosti s žádostí o pomoc od tehdejšího generálmajora Eccarda von Gablenz v květnu 1942, týkající se vhodného letadla pro konkurz na „Amerika Bomber“ v původním zadání RLM, sdělil von Gablenz polnímu maršálovi Eduardu Milchovi svůj názor na vývoj He 177 a He 274. Podle něho žádný z tehdejších návrhů na těžký bombardér Heinkel nemá vývojový potenciál, aby mohl splnit požadavky nového zadání na "Amerika Bomber".
Pár předvýrobních prototypů 177A-0 bylo přestavěno na zkušební verze He 177 V10 a V11 pro účely zkoušek na lety ve vysoké výšce a měly být první, na kterých se testoval model A-4 s tlakovou kabinou ve vysoké nadmořské výšce. Pouze V11 byl aktivně použit pro potřebný výzkum a 9. srpna 1943 se podařilo dosáhnout výšky 9200 m. Další testy pokračovaly do října roku 1943. V dubnu 1944 byly oba letouny V10 a V11 pro nedostatek paliva uzemněny.
V únoru 1943, se RLM poprvé zmínilo o projekčních pracích na zcela samostatné konstrukci těžkého bombardéru Heinkel He 277, který byl svěřen firmě Heinkel a stal se tak uchazečem o výrobce „Amerických bombardérů“. Práce na letadlech He 177A-2 a A-4, poháněných zdvojenými motory, byly zastaveny na příkaz RLM. Čtyřmotorový He 177H získal od té doby na důležitosti, o čemž svědčí stížnosti říšského maršála Hermanna Göringa ze srpna 1942 na neustálé technické problémy zdvojených motorů DB 606 a DB 610, které se montovaly do série He-177A. To vyústilo v trojici paralelních programů čtyřmotorových těžkých bombardérů, která trvala od února 1943 až do 20. dubna 1944.

## Vývoj
První návrh, co se mělo stát skutečným He 274, začal šesti letadly známými jako He 177H, které byly od Heinkela vyžádány již v polovině října 1941. Všechny měly čtyři jednotlivé motory, trupy z verze He 177A-3 - tehdy hlavní výrobní verze, která byla prodloužena o 1,6 m za odtokovou hranou křídla pro lepší stabilitu během letu a také byla použita z verze A-5 křídla s větším rozpětím. Tato navrhovaná letadla byla krátce poté oficiálně označena RLM projektovým číslem 8-274, a protože výrobní kapacity firmy Heinkel byly vyčerpány, měly se první prototypy bombardéru He 274 postavit ve Francii u firmy Société des Usines Farman (Společnost bratři Farmanů) v Suresnes. Tam byly objednány dva prototypy He 274 a čtyři předvýrobní prototypy v ústředí firmy Heinkel v Rostock-Marienehe (dnes Rostock-Schmarl). Továrna Farman v Suresnes začala se stavbou prototypu.
K práci na požadovaném půl tuctu prototypových letounů He 274 využívala firma Heinkel francouzské továrny v AIA Breguet a v Toulouse, které vyráběly komponenty pro továrny Heinkel a letecké motory Junkers. Francouzské výrobní závody v Toulouse byly vážně poškozeny nálety Royal Air Force (RAF) v noci 5. a 6. března 1944 a později náletem americké osmé letecké armády 25. června 1944. Kompletace francouzských prototypových letadel podle německého a rakouského vzoru probíhala již od února 1943 a Heinkel He 277 byl navržen do soutěže na transatlantický strategický bombardér dlouhého doletu. Když to nálety zmařily, bylo pro urychlení stavby prototypů navrženo přesunout kompletaci do Vídně, ale tento záměr byl odmítnut Ministerstvem letectví (RLM) v dubnu 1944. Celkové uspořádání nikdy nesestaveného He 277, s přihlédnutím na geometrii trupu menšího He 219 ukazují, že převzal řadu vlastností od He 274, obzvláště dvojitá směrová kormidla.

## Charakteristika
Hlavní rozdíly mezi He 274 a He 177 A bylo opuštění montáže dvojitých motorů DB 606 (DB 610) ve prospěch čtyř nezávislých motorů DB 603A-2 chlazených prstencovými chladiči téměř identickými s chladiči letadla Heinkel 219, rozšíření zadní části trupu s dvojitými směrovkami, přetlakovým dvouplášťovým kokpitem s identickým vzhledem se standardním He 177A s „kabinou 3“, větším rozpětím křídel, s konvenčním podvozkem s dvěma koly zatahujícími se vzad (oproti zdvojenému podvozku He 177A).
Moderní kokpit pro lety ve vysokých výškách, navzdory vnější podobnosti s He 177A, měl přetlakovou komoru pro 4 členy posádky, která měla dvojité stěny, duté skleněné tabulky a nafukovací gumové těsnění, přičemž tlak ve vyšších letových hladinách udržoval stejný jako na úrovni nadmořské výšky 2 500 m (8200ft).
Obranná výzbroj byla zredukována na jediný kulomet MG 131 kalibru 13 mm v kokpitu, dálkově řízenou dorsální a ventrální věžičku FDL 131Z z nichž každá měla pár kulometů MG 131 a ovládala se z hřbetní věžičky kryté klenutým plexisklem jako na He 177A. Další kulomet směřující dozadu byl v Bola-gondole.
Pohonnými jednotkami byly čtyři motory Daimler-Benz DB 603A s prstencovými chladiči (jako na He 219), umístěné na křídlech objednaných prototypových He 177B, ale navíc vybavené pro použití v He 274 turbodmychadly TK11, jedno pro každý motor pro lepší výkony ve vysokých výškách.
Význam tohoto návrhu spočíval v tom, že kdyby letadlo vstoupilo do výroby a bylo používáno při operacích nad Anglií, nedokázali by je spojenečtí stíhači zachytit, a to kvůli jeho vysokému výkonu motorů ve velkých výškách.

## Osudy prototypů
Stavba dvou prototypů He 274 V1 a V2 začala až v roce 1943. Musely být postaveny v továrně Farman ve francouzském Suresnes, ale prototypy nebyly dokončeny včas. Model He 274 V1 byl připravován na letové testy v červenci 1944, v době kdy se přiblížili Spojenci, což si vyžádalo evakuaci personálu firmy Heinkel, který pracoval na projektu. Drobné potíže odložily testovací let a následné přemístění letadla do Německa, takže příkazy ke zničení se týkaly prakticky dokončeného prototypu. Prototyp He 274 V1 utrpěl na draku jen malé škody a opravy byly zahájeny po spojenecké okupaci.
Model He 274 V1 byl opraven firmou Ateliers Aéronautiques de Suresnes (AAS) a několik let používán Armée de l'Air (francouzské letectvo) jako výškový výzkumný letoun. Byl přejmenován na AAS 01A. Model He 274 V2 byl nakonec dokončen jako AAS 01B, doplněný alternativní volbou turbodmychadel Heinkel-Hirth 2291, namísto jednotek TK 11 používaných motory He 274 V1.
Nakonec letoun V2 vzlétl 2 roky (27. prosince 1947) po AAS01A. Mezi tím byla organizace AAS včleněna do francouzského koncernu pro letectví SNCASO (Société nationale des constructions aéronautiques du sud-ouest). Obě verze AAS 01 dokončené a letuschopné verze He 274 sloužily až do roku 1953. Sloužily jako „mateřské letouny“ pro spouštění kompozitních nebo parazitních letadel, první řady francouzských proudových a raketových letadel vypouštěných z konzoly nad trupem. Letouny Leduc 010 a Leduc 016 měly také své první letecké testy z dvojice přežívajících prototypů He 274. Později v padesátých letech převzal tuto roli „mateřského letounu“ francouzský čtyřmotorový letoun SNCASE SE.161 Languedoc.

## Specifikace

### Technické údaje
- Posádka: 4 (pilot, druhý-pilot/navigátor/bombometčík, a dva střelci)
- Délka: 23,80 m
- Rozpětí křídel: 44,19 m
- Výška: 5,50 m
- Plocha křídla: 170.00 m²
- Prázdná hmotnost: 21,300 kg
- Maximální vzletová hmotnost: 38,000 kg
- Pohonné jednotky: 4× invertní dvanáctiválcový vidlicový motor Daimler-Benz DB 603A každý o výkonu 1,750 PS (1,726 hp; 1,287 kW)

### Výkony
- Maximální rychlost: 580 km/h v 11,000 m
- Dolet: 3,440 km
- Dostup: 14,300 m
- Stoupavost: 237 m/min

### Výzbroj
- kulomety: 5 x 13mm MG 131, jeden v nose, dvojkulomety v samostatné dorsální a ventrální dálkově ovládané lafetě FDL 131Z
- bombový náklad: do 4,000 kg (8,818 lb) ve dvou pumovnicích